# Mrzla gora
Il Mrzla gora (lett. "Monte Freddo") con 2.203 m s.l.m. è una cima delle Alpi di Kamnik e della Savinja della sezione Alpi di Carinzia e di Slovenia, situata all'interno della valle di Logar.

## Storia
Johannes Frischauf fu il primo alpinista a scalare la vetta.

## Percorsi
- 3½h dal rifugio Frischauf
- 4½h dal rifugio Sorelle Logar
- 5½ dal rigurio Ceco
- 5½ da Eisenkappel-Vellach